# Матос, Ридер
Ридер Матос Сантос (порт.-браз. Ryder Matos Santos; родился 27 февраля 1993, Сеабра, Бразилия) — бразильский футболист, полузащитник клуба «Перуджа».

## Клубная карьера
Матос начал карьеру в футбольной школе «Витории». В возрасте 15 лет он был замечен скаутами итальянской «Фиорентины» и приглашён в академию «фиалок». В 2012 году для получения игровой практики Ридер отправился на родину, где на правах аренды перешёл в «Баия». 9 августа 2012 года в матче против Португезы он дебютировал в бразильской Серии A. 2 июня 2013 года в поединке против «Интернасьоналя» Матос забил свой первый гол.
Летом 2013 года Ридер вернулся в Италию. 19 сентября в матче Лиги Европы против португальского «Пасуш де Феррейра» он дебютировал в составе «фиалок», заменив во втором тайме Хоакина. В этой же встрече Матос забил свой первый гол за клуб. 22 сентября в поединке против «Аталанты» он дебютировал в Серии A. В матчах Лиги Европы против румынского «Пандурия» Ридер отличился дважды. В 2014 году он помог «фиалкам» выйти в финал Кубка Италии.
Летом 2014 года Ридер на правах аренды перешёл в испанский клуб «Кордова». 25 августа в матче против мадридского «Реала» он дебютировал в Ла Лиге. С приходом новым главным тренером Мирослава Джукича Матос вернулся обратно в Италию.
В начале 2015 года Ридер на правах аренды перешёл в «Палмейрас». 15 марта в матче Лиги Паулисты «XV ноября» он дебютировал за новую команду. Сыграв один матч Матос был возвращён «Фиорентине». Летом Ридер был отдан в аренду в «Карпи». 23 августа в матче против «Сампдории» он дебютировал за новый клуб. В этом же поединке Ридер забил свой первый гол за «Карпи».
В начале 2016 года Матос перешёл в «Удинезе», подписав контракт на четыре года. 3 февраля в матче против «Эмполи» он дебютировал за новую команду.
10 января 2018 года Матос перешел на правах аренды в «Верону» из «Удинезе» до 30 июня 2018 года.
29 августа 2019 года Матос перешел на правах аренды в «Люцерн» из «Удинезе».
После одного выступления за «Удинезе» в начале сезона Серии А 2020-21, 4 октября 2020 года он перешел на правах аренды в клуб Серии В «Эмполи» на сезон 2020/21, забив 7 голов и выиграв повышение в Серию А с командой.
После возвращения в «Удинезе» по окончании срока аренды клуб Серии В «Перуджа» подписывает с ним контракт на 2 года 31 августа 2021 года.